# 龙胜薹草
龙胜薹草（学名：Carex longshengensis）为莎草科薹草属的植物。分布于中国大陆的广西等地，多生于密林下，目前尚未由人工引种栽培。
其种加词“longshengensis”意为“广西龙胜各族自治县的”。